# Étain (Franciaország)
Étain település Franciaországban, Meuse megyében. Lakosainak száma 3449 fő (2022. január 1.). Étain Warcq, Amel-sur-l’Étang, Foameix-Ornel, Fromezey, Herméville-en-Woëvre és Rouvres-en-Woëvre községekkel határos.

## Népesség
A település népességének változása:
| Lakosok száma | 2810 | 3807 | 3577 | 3732 | 3695 | 3609 | 3580 | 3507 | 3492 | 3449 |
|               | 1968 | 1982 | 1990 | 2006 | 2013 | 2015 | 2017 | 2019 | 2020 | 2022 |